# کاریکلا

روستای کاریکلا یکی از روستاهای مازندران در شهرستان بابلسر

روستای کاریکلا یکی از روستاهای استان مازندران است. این روستا جزء دهستان پازوار بخش رودبست شهرستان بابلسر در استان مازندران می‌باشد.شغل اصلی اهالی این روستا کشاورزی می باشد و در فصل بهار و تابستان با کشت برنج و در فصل سرما با کشت لوبیا سبز ، ترب سفید ، شلغم به فعالیت کشاورزی می پردازند.
این روستا دارای دو مسجد به نام های صاحب الزمان (عج) و امام سجاد (ع) و دو حسینیه و یک زینبیه و یک ابوالفضلیه (سقاخانه) و یک مدرسه می باشد .
ابوالفضلیه (سقاخانه) یا ساخانوار یکی از آثار قدیمی و یک سازه چوبی با قدمت بیش از صدساله می باشد که با نقوش منحصر به فردش چشم هر بینده را خیره و مبهوت عظمت خودش می کند.
یکی دیگر از اماکن دیدنی این روستا ابندان این روستا می باشد که به پنج قسمت تقسیم شده و در هر فصل سال جلوه خاص خودش را دارد و تامین کننده آب کشاورزی زمین های اطراف خود می باشد.

## جمعیت
این روستا در دهستان پازوار قرار داشته و براساس آخرین سرشماری مرکز آمار ایران که در سال 1395 صورت گرفته، جمعیت آن 752نفر (275 خانوار) بوده‌است.